# 가측 기수
집합론에서 가측 기수(可測基數, 영어: measurable cardinal)는 기본 매장으로 정의될 수 있는 기수이다. 큰 기수의 하나이다.

## 정의

### 필터와 측도
음이 아닌 확장된 실수의 집합 {\displaystyle S\subseteq [0,\infty ]}에 대하여, 다음을 정의하자.:129, (10.10)
{\displaystyle \sum S=\sup _{\scriptstyle S'\subseteq S \atop \scriptstyle |S'|<\aleph _{0}}\sum S'\in [0,\infty ]}
임의의 기수 {\displaystyle \kappa }와 {\displaystyle \kappa }-완비 불 대수 {\displaystyle B} 및 {\displaystyle S\subseteq [0,\infty ]}에 대하여, 함수 {\displaystyle \mu \colon B\to S}가 다음 조건들을 모두 만족시키면, {\displaystyle \mu }가 {\displaystyle {\mathsf {Meas}}(\kappa ;B,S)} 조건을 만족시킨다고 하자.
- {\displaystyle \mu (\bot )=0}이다.
- (단조성) {\displaystyle a\leq b}라면 {\displaystyle \mu (a)\leq \mu (b)}이다.
- ({\displaystyle \kappa }-가법성) 임의의 {\displaystyle S\subseteq B}에 대하여, 만약 {\displaystyle |S|<\kappa }이며 임의의 {\displaystyle s,t\in S}에 대하여 {\displaystyle s\land t=\bot _{B}}라면, {\displaystyle \textstyle \mu \left(\bigvee S\right)=\sum \mu [S]}이다.

이 조건을 만족시키는 함수 {\displaystyle \mu }를 {\displaystyle B} 위의, {\displaystyle S} 값의 {\displaystyle \kappa }-가법 측도(영어: {\displaystyle S}-valued {\displaystyle \kappa }-additive measure on {\displaystyle B})라고 하자.
이 개념은 다음 개념들을 일반화한다.
- 측도: 시그마 대수 {\displaystyle \Sigma } 위의 측도 {\displaystyle \mu \colon \Sigma \to [0,\infty ]}는 {\displaystyle {\mathsf {Meas}}(\aleph _{1};\Sigma ,[0,\infty ])}를 만족시키는 함수이다.
- 극대 필터: {\displaystyle B} 위의 극대 필터 {\displaystyle U\subseteq B}에 대하여, 함수 {\displaystyle \mu \colon B\to \{0,1\}}, {\displaystyle \textstyle \mu \colon b\mapsto {\begin{cases}1&b\in U\\0&b\not \in U\end{cases}}}를 정의하면, {\displaystyle \mu }는 {\displaystyle {\mathsf {Meas}}(\aleph _{0};B,\{0,1\})}를 만족시킨다.

### 가측 기수
기수 {\displaystyle \kappa }에 대하여, 다음 세 조건이 서로 동치이며, 이를 만족시키는 기수를 가측 기수라고 한다.
- 크기가 {\displaystyle \kappa }인 집합 위에, 주 필터가 아닌 {\displaystyle \kappa }-완비 극대 필터가 존재한다.[1]:127, Definition 10.3[2]:26, §1.2
- 멱집합 {\displaystyle \operatorname {Pow} (\kappa )} 위에, {\displaystyle {\mathsf {Meas}}(\kappa ;\operatorname {Pow} (\kappa ),\{0,1\})}를 만족시키는 함수 {\displaystyle \mu \colon \operatorname {Pow} (\kappa )\to \{0,1\}}가 존재하며, 또한 임의의 {\displaystyle \alpha \in \kappa }에 대하여 {\displaystyle \mu (\{\alpha \})=0}이다. (이는 위 조건과 자명하게 동치이다.)
- {\displaystyle \kappa }는 폰 노이만 전체 {\displaystyle V}로부터 ZFC의 표준 추이적 모형 {\displaystyle M}으로 가는 기본 매장의 임계점이다.

임의의 기수 {\displaystyle \kappa }에 대하여, 만약 {\displaystyle {\mathsf {Meas}}(\kappa ;\operatorname {Pow} (\kappa ),[0,1])}를 만족시키는 확률 측도 {\displaystyle \mu \colon \operatorname {Pow} (\kappa )\to [0,1]}가 존재하며, 또한 다음 두 조건이 추가로 성립한다고 하자.
- 만약 {\displaystyle \mu }가 한원소 집합을 0으로 대응시킨다. (즉, 임의의 {\displaystyle a\in \kappa }에 대하여 {\displaystyle \mu (\{a\})=0}이다.)

그렇다면 {\displaystyle \kappa }를 실가 가측 기수(實價可測基數, 영어: real-valued measurable cardinal)라고 한다.:130, Definition 10.8:24, §2.1

## 성질

### 함의 관계
선택 공리를 추가한 체르멜로-프렝켈 집합론에서, 모든 가측 기수는 도달 불가능한 기수이며 또한 약콤팩트 기수이다.:Lemma 10.18 (그러나 선택 공리를 가정하지 않으면, 가측 기수가 따름기수일 수 있다.) 모든 강콤팩트 기수는 가측 기수이다.:136, §10 즉, 다음과 같은 함의 관계가 존재한다.
초콤팩트 기수 ⇒ 강콤팩트 기수 ⇒ 가측 기수 ⇒ 약콤팩트 기수 ⇒ 말로 기수 ⇒ 도달 불가능한 기수 ⇒ 정칙 기수 ⇒ 기수 ⇒ 순서수
모든 가측 기수는 실가 가측 기수이다. 가측 기수가 아닌 임의의 실가 가측 기수는 {\displaystyle 2^{\aleph _{0}}} 이하이다.:131, Corollary 10.10

### 논리적 성질
가측 기수 {\displaystyle \kappa }에 대하여, {\displaystyle V_{\kappa }} (크기가 {\displaystyle \kappa } 미만인 집합들로 구성된 폰 노이만 전체의 부분 집합)는 선택 공리를 추가한 체르멜로-프렝켈 집합론(ZFC)의 모형이다. 따라서, ZFC가 무모순적이라면 ZFC에서는 가측 기수의 존재를 증명할 수 없다. 또한, {\displaystyle V_{\kappa }}에서는 가측 기수가 존재하지 않으므로, 적어도 하나의 가측 기수가 존재한다면 ZFC + "가측 기수의 부재"는 무모순적이다.
만약 적어도 하나 이상의 비가산 가측 기수가 존재한다면, 구성 가능성 공리 {\displaystyle V=L}은 거짓이다.

### 울람 행렬
임의의 두 기수 {\displaystyle \kappa ,\lambda }가 주어졌다고 하자.
{\displaystyle (\lambda ,\kappa )}-울람 행렬은 다음 두 성질을 만족시키는 함수
{\displaystyle A\colon \lambda \times \kappa \to \operatorname {Pow} (\lambda )}
{\displaystyle A\colon (\alpha ,\beta )\mapsto A_{\alpha ,\beta }}
이다.:131, Definition 10.11; 132, (10.14)
- 각 열의 성분들은 서로소이다. 즉, 만약 {\displaystyle \alpha \neq \alpha '}라면, 임의의 {\displaystyle \beta <\lambda }에 대하여 {\displaystyle A_{\alpha ,\beta }\cap A_{\alpha ',\beta }=\varnothing }
- 각 행의 성분들의 합집합의 여집합의 크기는 {\displaystyle \kappa } 이하이다. 즉, 임의의 {\displaystyle \alpha <\lambda }에 대하여, {\displaystyle \textstyle |\lambda \setminus \bigcup _{\beta <\lambda }A_{\alpha ,\beta }|<\kappa }이다.

만약 {\displaystyle (\kappa ,\lambda )}가 주어지지 않았다면, {\displaystyle (\kappa ,\lambda )=(\aleph _{1},\aleph _{0})}을 뜻한다.

#### 존재
임의의 기수 {\displaystyle \kappa }에 대하여, {\displaystyle (\kappa ^{+},\kappa )}-울람 행렬이 존재한다.

#### 측도와의 관계
측도 {\displaystyle \mu \colon \Sigma \to [0,\infty ]}의 원자(영어: atom)는 {\displaystyle \mu (S)>0}이지만 임의의 {\displaystyle S'<S}에 대하여 {\displaystyle \mu (S')=0}이 되는 원소 {\displaystyle S\in \Sigma }이다.
임의의 기수 {\displaystyle \lambda >\kappa \geq \aleph _{0}}가 주어졌다고 하자.
{\displaystyle (\lambda ,\kappa )}-울람 행렬이 존재한다면, {\displaystyle \operatorname {Pow} (\lambda )} 위의 임의의 {\displaystyle \kappa ^{+}}-가법 확률 측도 {\displaystyle \Pr }는 항상 공집합이 아닌 원자를 갖는다. 즉,
{\displaystyle \Pr(\{\alpha \})>0}
인 {\displaystyle \alpha \in \lambda }가 존재한다.
특히, {\displaystyle \operatorname {Pow} (\omega _{1})} 위의 임의의 ({\displaystyle \sigma }-가법) 확률 측도는 원자를 갖는다. 따라서, 만약 연속체 가설이 성립한다면, 실수선 {\displaystyle \mathbb {R} } 위에, 모든 집합이 가측 집합이며, 원자가 존재하지 않는 확률 공간 구조는 존재하지 않는다.:133, Corollary 10.17

## 역사
가측 기수는 스타니스와프 울람이 1930년에 도입하였고, 가장 작은 가측 기수가 (만약 존재한다면) 도달 불가능한 기수임을 증명하였다.
실가 가측 기수는 스테판 바나흐가 1930년에 도입하였다.:138, §10